# Pavel Dykmann
Pavel Dykmann (* 14. Dezember 1996 in Moskau) ist ein ehemaliger deutscher Kunstturner und zurzeit Student der Technischen Universität Berlin.

## Leben
Pavel Dykmann wurde am 14. Dezember 1996 in Moskau geboren. Im Alter von 2 Jahren zog er gemeinsam mit seiner Familie nach Potsdam, Deutschland. Er hat einen älteren Bruder.
Im Alter von 6 Jahren begann er seine Turnkarriere im Turnzentrum am damaligen Luftschiffhafen in Potsdam. Mit 10 Jahren wechselte er zum SC Berlin und zog ins Sportinternat in Berlin. Seine ersten regionale Erfolge konnte er bereits wenige Jahre nach dem Wechsel erreichen. So konnte er sich gegen die regionale Konkurrenz aus Berlin und Brandenburg durchsetzten und wurde im Alter von 13 Jahren erstmals Berlin- und Brandenburgischer Meister im Mehrkampf. An nationalen Meisterschaften nahm Pavel ab dem 12. Lebensjahr teil.
Bei dem Deutschen Turnfest 2007 nahm Pavel erstmals an den Deutschen Jugendmeisterschaften teil. Im Jahr 2010 erreichte er den 4. Platz im Mehrkampf bei den deutschen Jugendmeisterschaften und wurde damit in den Bundeskader aufgenommen. Seinen größten Erfolg feierte Pavel bei den deutschen Jugendmeisterschaften 2012 in Chemnitz. Dort konnte er neben seinen ersten deutschen Jugendmeistertiteln am Boden und am Barren auch Silber an den Ringen und Bronze im Mehrkampf und am Reck in der Altersklasse 15/16 erringen. Nach einer schweren Knieverletzung im Jahr 2013 kämpfte er sich zurück und konnte in seinem letzten Jahr bei den Junioren bei den deutschen Jugendmeisterschaften 2014 den 3. Platz im Mehrkampf belegen. 2014 beendete Pavel seine Karriere als Leistungssportler auf Bundeskaderebene.
Im Jahr 2012 begann Pavel in der deutschen Bundesliga zu Turnen. Dort ging er 2012 in der 2. Bundesliga für den TuS Leopoldshöhe an den Start. Bereits im ersten Jahr konnte er gemeinsam mit dem Team die 2. Bundesliga Nord gewinnen. Jedoch scheiterte das Team im Aufstiegsfinale zum Aufstieg in die 1. Bundesliga. Im darauffolgenden Jahr 2013 musste sich das Team des TuS Leopoldshöhe aufgrund von finanziellen Problemen auflösen und Pavel wechselte zur TSG Grünstadt, welche ebenfalls in der 2. Bundesliga Nord vertreten war.
2014 und 2015 turnte Pavel bei der TSG Grünstadt und belegte gemeinsam mit dem Team in beiden Jahren den 2. Platz in der 2. Bundesliga Nord. Im Jahr 2016 wechselte Pavel nach Hannover zum TuS Vinnhorst. 2016 und 2017 belegte Pavel und sein Team erneut den 2. Platz in der Bundesliga Nord. Im Jahr 2018 konnte er mit seinem Team erstmals nach 2012 erneut die 2. Bundesliga Nord gewinnen und zog ins Ligafinale ein. Zwar unterlag das Team dem Gegner, konnte sich aber im Sudden Death durchsetzten und konnte aufgrund einer Sonderregelung in die 1. Bundesliga aufsteigen. 2018 beendete Pavel seine Turnkarriere.
Pavel absolvierte im Jahr 2016 sehr erfolgreich das Abitur am Schul- und Leistungssportzentrum Berlin. Seit 2016 studiert Pavel Wirtschaftsinformatik an der Technischen Universität Berlin.